# Nizozemská královská knihovna
Nizozemská královská knihovna (nizozemsky Koninklijke Bibliotheek, zkratka KB) je nizozemská národní knihovna se sídlem v Haagu.

## Historie
Nizozemská královská knihovna byla založena v roce 1798 ze soukromé sbírky exilového guvernéra Viléma V. a v roce 1806 jí král Ludvík Bonaparte udělil název Koninklijke Bibliotheek. V roce 1982 se stala Národní knihovnou Nizozemska. Od roku 1993 je knihovna nezávislým správním orgánem financovaným Ministerstvem školství, kultury a vědy.

## Úkoly
Jako národní knihovna má KB za úkol uchovávat národní tištěné a rukopisné kulturní dědictví a poskytovat všem přístup k nizozemským znalostem a kultuře. Společně s knihovnou Leidenské univerzity působí jako centrum znalostí v zemi a poskytuje informace vědecké komunitě pro výzkum a studium. Humanitní vědy hrají ve fondech KB ústřední roli se zaměřením na nizozemské dějiny, jazyk a kulturu.
Do sbírky jsou zahrnuty všechny nizozemské publikace. Na rozdíl od jiných národních knihoven funguje KB jako depozitní knihovna; vydavatelé se proto mohou sami rozhodnout, zda své dílo KB věnují. V jiných zemích je darování často povinné (depozitní knihovny).
Sbírka KB obsahuje 3,5 milionu děl, z toho 2,5 milionu knih. Předplácí si přibližně 15 000 periodik. Roční rozpočet činí 36 milionů eur (od roku 2006). Roční čtenářský průkaz stojí 15 eur. Katalog knihovny je volně přístupný na internetu a lze do něj nahlížet i prostřednictvím KVK.
KB má největší sbírku šachové literatury v Evropě, která čítá asi 40 000 svazků.

## Muzeum literatury
Muzeum literatury bylo založeno v roce 1750 jako Nederlands Letterkundig Museum, muzeum obsahuje rozsáhlou sbírku dopisů, rukopisů a památek. Muzeum má tři stálé a několik dočasných výstav.. Dne 4. února 2016 bylo otevřeno online muzeum. Dne 1. listopadu 2016 bylo muzeum přejmenováno na Literární muzeum. Muzeum má čítárnu s rozsáhlou sbírkou novinových výstřižků a za určitých podmínek je možné nahlížet do některých archiválií.

## Výzkum
Výzkumné oddělení KB se zabývá výzkumem v oblasti digitálních technologií, udržitelného uchovávání a zpřístupňování papírového i digitálního dědictví. Důležitými tématy jsou aplikovatelnost umělé inteligence, využití velkých dat, rostoucí význam soukromí a bezpečnosti, změny ve světě vydavatelství a nakladatelství, a role veřejných knihoven v dnešní společnosti.